# Kristen Dozier
Kristen Dozier (Washington, 1º luglio 1988) è un'ex pallavolista statunitense, di ruolo centrale.

## Carriera

### Club
La carriera di Kristen Dozier inizia quando entra a far parte della squadra di pallavolo femminile della Ohio State University, con la quale prende parte alla NCAA Division I dal 2006 al 2009.
Nella stagione 2010-11 diventa professionista, giocando la Superliga spagnola con la maglia del Club Voleibol Tenerife. Dopo aver giocato un'annata in Israele col club dello Hapoël Ironi Kiryat Ata, nella stagione 2012 gioca nella Liga Superior portoricana, vestendo per qualche partita la maglia delle Gigantes de Carolina, passa poi alle rivali delle Criollas de Caguas, ma nuovamente resta nel club solo per pochi incontri.
Nel campionato 2012-13 viene ingaggiata nella 1.Bundesliga tedesca dal Verein für Bewegungsspiele 91 Suhl, mentre nel campionato successivo veste la maglia dell'Impel di Breslavia nella ORLEN Liga polacca, raggiungendo le finali scudetto.